# Baach (Winnenden)
Baach ist ein Ortsteil der Stadt Winnenden im Rems-Murr-Kreis in Baden-Württemberg.

## Geschichte

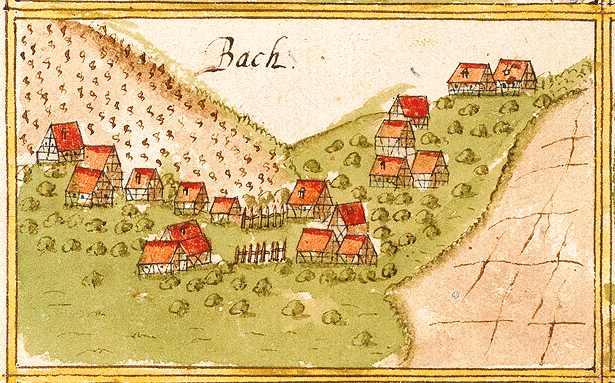
Ansicht von Baach im 17. Jahrhundert (von A. Kieser)

Baach wurde 1357 erstmals erwähnt und gehörte größtenteils der Deutschordens-Komturei Winnenden an. Mit dieser kam der Ort 1665 an Württemberg und gehörte dann zum Amt bzw. Oberamt Winnenden. Im Rahmen der Gebietsreform Anfang der 1970er Jahre wurde Baach nach Winnenden eingemeindet.

## Lage und Verkehrsanbindung
Baach liegt östlich der Kernstadt Winnenden an der am südlichen Ortsrand verlaufenden Kreisstraße K 1914. Südlich verläuft die Landesstraße L 1140 und westlich die B 14. Durch den Ort fließt das Baacher Bächlein, ein rechter und nordöstlicher Zufluss des Buchenbachs.

## Sehenswürdigkeiten
In der Liste der Kulturdenkmale in Winnenden ist für Baach kein Kulturdenkmal aufgeführt.